# 178. Panzer-Division (Wehrmacht)
Die 178. Panzer-Division war ein Großverband des Heeres der deutschen Wehrmacht im Zweiten Weltkrieg.

## Divisionsgeschichte
Die Division Nr. 178 wurde im Dezember 1940 in Liegnitz im Wehrkreis VIII aufgestellt und diente als Stab von Ersatzeinheiten. Im April 1942 erfolgte die Motorisierung und Umbenennung in Division Nr. 178 (mot.).
Am 5. April 1943 erfolgte die Umgliederung zur Panzer-Division Nr. 178. Nach Abgabe der Panzergrenadier-Einheiten an die Panzer-Division Tatra wurde die 178. Panzer-Division im Dezember 1944 aufgelöst. Lediglich der Stab des Grenadier-Ausbildungs-Regiments 128 verblieb in Schlesien.

## Gliederung

### Gliederung der Division Nr. 178
- Panzer-Abteilung 15[2]
- Schützen-Ersatz Regiment 85[3]
- Infanterie-Ersatz Bataillon 30[4]
- Infanterie-Ersatz Bataillon 51[4]
- Artillerie-Ersatz Abteilung 116 (mot.)

### Gliederung der 178. Panzer-Division (April 1943)
- Panzer-Ersatz- und Ausbildungs-Abteilung 15[5]
- Panzergrenadier-Ausbildungs-Regiment 85[5]

Panzergrenadier-Ausbildungs-Bataillon 13
Panzergrenadier-Ausbildungs-Bataillon 110
- Grenadier-Ausbildungs-Regiment (mot.) 8[5]

Grenadier-Ausbildungs-Bataillon 30
Grenadier-Ausbildungs-Bataillon 51
- Panzeraufklärungs-Ersatz- und Ausbildungs-Abteilung 55[5]
- Panzerjäger-Ersatz- und Ausbildungs-Abteilung 8[5][6]
- Artillerie-Abteilung 178[6]
- Pionier-Abteilung 178
- Sturmpionier-Abteilung 178[6]